# 大阪市立泉尾東小学校
大阪市立泉尾東小学校（おおさかしりつ いずおひがししょうがっこう）は、大阪府大阪市大正区にある公立小学校。
1875年に創立した。大正区では最も早い時期に創立した小学校でもある。大正区の中央部を校区とし、校区には大正区役所や昭和山（千島公園）・都市再生機構千島団地などが含まれている。

## 沿革

### 学校創立
明治時代初期の学制発布に伴い、当時の西成郡泉尾新田（町村制実施で西成郡川南村・1897年大阪市へ編入）に1875年4月4日、第三学区大阪府管内第三中学区西成郡第二区第四番小学校（泉尾小学校）として設置された。
学校発足当初は泉尾新田・了照寺（現在の大正区三軒家東4丁目）に校舎を置き、当初の校区は泉尾新田・北恩加島新田・小林新田・千歳新田・岩崎新田だった。
現大正区域には明治時代初期、泉尾小学校のほか、千島・三軒家（現大阪市立三軒家東小学校）の各学校が設置された。うち千島小学校はのちに、泉尾小学校へ合併している。
学校は小学校制度の変遷を経て複数回の改称を経たのち、1886年には西成郡木津川尋常小学校と称した。
1899年には西区泉尾スの割648番地（現在地）に校舎を建てて移転している。1901年には高等科を併設した。

### 周辺校の増設
地域は明治時代までは農村地帯だったが、第一次世界大戦前後に工業地帯へと変化し、それに伴い工場で働く労働者とその家族が移り住むようになって人口が急増した。
そのため従来の木津川尋常高等小学校の児童が増加して過密化し、地域では新設校を設置することになった。これに伴い1913年4月には従来の木津川尋常高等小学校を大阪市泉尾第一尋常小学校に改称し、翌1914年には大阪市泉尾第二尋常小学校（現在の大阪市立泉尾北小学校）を分離した。
泉尾第二校開校後も地域の児童が増加したため、1921年には大阪市鶴町尋常小学校（現在の大阪市立鶴町小学校）を分離開校させた。1922年には泉尾第一・泉尾第二両校の校区を再編して大阪市北恩加島尋常小学校（現在の大阪市立北恩加島小学校）を新設し、1923年には泉尾第一・鶴町両校の校区を再編して大阪市南恩加島尋常小学校（現在の大阪市立南恩加島小学校）を新設した。これらに伴い、3年間の短期間に校区の縮小再編を繰り返した。
1933年には北恩加島・南恩加島両校の校区を再編し、大阪市大正尋常小学校が開校した。

### 国民学校
1941年には国民学校令が施行され、従来の尋常小学校・高等小学校は国民学校へと改編されることになった。大阪市では国民学校令実施の際、従来「地域名＋創立順の番号」で命名されていた学校名について、番号での校名を廃する方針も合わせて出され、泉尾第一尋常高等小学校は泉尾東国民学校へ改称した。また大正尋常小学校は大正国民学校となった。
太平洋戦争の激化に伴い、泉尾東校では1944年6月、大阪府泉南郡西信達村・鳴滝村・東信達村（いずれも現在の泉南市）へ2泊3日の集団避難を実施した。
また1944年秋以降、大阪市を含む大都市の国民学校3年生以上の児童は学童疎開することになった。大阪市での学童疎開は縁故疎開を基本としたものの、縁故に頼れない児童については学校から集団疎開に参加させることにした。集団疎開先の府県は当時の大阪市22行政区各区ごとに指定され、大正区の国民学校では徳島県が疎開先として割り当てられた。
泉尾東国民学校の児童は徳島県那賀郡平島村・今津村（以上、現在の阿南市）および立江町（現・小松島市）へと疎開した。また大正国民学校の児童は徳島県三好郡辻町（のち井川町、現在の三好市）へと疎開している。
翌1945年春には戦局悪化により疎開対象者が1-2年にも拡大され、1-2年児童および3年生以上で第一次疎開対象から外れた児童について第二次集団疎開へ出発することになった。当時瀬戸内海に米軍機雷が敷設されていたため、大正区の疎開先となっていた徳島県へは大阪から渡れない状況になっていた。そのため泉尾東校の第二次疎開対象者は1945年5月5日以降、石川県石川郡松任町・出城村・美川町（以上、現在の白山市）および野々市町（現在の野々市市）へと疎開した。また第一次疎開対象者についても、従来の疎開先となっていた沿岸部は危険として、1945年5月28日以降に徳島県の山間部への再疎開が実施された。
1945年には大阪大空襲により地域に大きな被害を受けた。戦災被害とそれに伴う地域児童減少により、終戦後の1946年に大正国民学校を廃校とし、泉尾東国民学校に統合した。
大正国民学校校舎は1946年以降、高等科単独となった三軒家南国民学校が移転して使用した。しかし三軒家南国民学校も翌1947年の学制改革で廃校となり、敷地を転用する形で新制大阪市立大正第二中学校（のち大阪市立大正中央中学校に改称）が使用している。

### 学制改革以降
1947年に学制改革が実施され、大阪市立泉尾東小学校となった。1957年には大阪市立平尾小学校の開校（北恩加島小学校分校より独立）に伴い、従来の校区のうち大正運河（現在の千島公園南側の道路付近）以南を平尾小学校校区へ編入している。
さらに1958年には、戦災で休校となっていた大阪市立三軒家東小学校が再開することになったことに伴い、従来の校区の北部を三軒家東小学校校区へ編入している。

### 年表
- 1875年4月4日 - 第三学区大阪府管内第三中学区西成郡第二区第四番小学校として創立。
- 1886年4月 - 西成郡木津川小学校と改称。
- 1897年 - 大阪市への編入に伴い、大阪市木津川尋常小学校と改称。
- 1901年4月 - 高等科を併設。大阪市木津川尋常高等小学校と改称。
- 1913年4月 - 大阪市泉尾第一尋常高等小学校と改称。
- 1914年4月 - 大阪市泉尾第二尋常小学校を分離。
- 1921年4月 - 大阪市鶴町尋常小学校を分離。
- 1922年4月 - 北恩加島尋常小学校開校に伴い校区変更。
- 1923年4月 - 南恩加島尋常小学校開校に伴い校区変更。
- 1934年9月 - 室戸台風で校舎倒壊、浸水被害。
- 1941年4月1日 - 国民学校令により、大阪市泉尾東国民学校と改称。
- 1944年9月 - 徳島県へ学童集団疎開（第一次対象者）。
- 1945年5月 - 石川県へ学童集団疎開（第二次対象者）。
- 1946年4月 - 戦災により、大正国民学校を統合。
- 1947年4月1日 - 学制改革により、大阪市立泉尾東小学校と改称。
- 1957年 - 大阪市立平尾小学校開校に伴い校区変更。
- 1958年 - 大阪市立三軒家東小学校再開に伴い校区変更。

## 通学区域
- 大阪市大正区 三軒家東3丁目（一部）・6丁目（一部）、泉尾5丁目（一部）、千島1-2丁目（全域）、千島3丁目（一部）。

卒業生は大阪市立大正北中学校へ進学する。

## 交通
- 大阪シティバス 南泉尾バス停。
- 大阪環状線・地下鉄長堀鶴見緑地線 大正駅 南へ約1.7km。
- 南海高野線 木津川駅 西へ約1.3km。